# Compaq Concerto
Compaq Concerto to prawdopodobnie pierwszy dostępny na rynku tablet PC. Wszedł do produkcji w roku 1992.
- Złącza: RS232 (DE-9M), Centronics (DB-25F), PCMCIA, VGA (DE-15F)
- Zasilacz: uniwersalny zewnętrzny 100-240v
- Akumulator: NiMH